# 셀레우코스 7세 퀴비오사크테스
셀레우코스 7세 필로메토르는 그리스계 국가인 셀레우코스 제국의 지배자였다. 
한때 강력한 셀레우코스 왕조의 마지막 구성원이었던 그는 그림자에 가린 인물이다. 지방 왕조의 복잡한 가족관계는 개인들의 구분과 존재성 입증을 어렵게 하기 때문이다. 그들 중 다수는 같은 이름을 갖기도 했다. 셀레우코스 7세는 최근까지도 잘 알려지지 않았었다. 그와 그의 어머니(프톨레마이오스 왕조의 공주 클레오파트라 셀렌)가 발행한 주화로부터 그는 왕 안티오코스 10세 에우세베스와 그 이전 왕인 안티오코스 13세 아시아티코스에 의한 그녀의 아들이라고 추정되었다. 그는 아르메니아 왕 티그라네스(기원전 83년 ~ 69년)가 시리아를 점령했을 때 지배하고 있었던 것으로 보인다. 실제로 단지 약간의 도시들이 이 시기에 셀레우코스 왕국에 충성하였다.
이 어린 왕은 아마도 유명한 이집트 클레오파트라 7세의 자매인 베레니케 4세라 불리는 프톨레마이오스 공주와 결혼한 셀레우코스와 동일인일 것이라 추측되고 있다. 하지만 그는 그의 예의없음에 분개하여 살해당하게 되고, 키비오사크테스(kybiosaktes)라는 치욕적인 이름을 갖게 되었다. 키비오사크테스는 “참치를 자르는 악취나는 작업”이라는 뜻이다.